# 羅嫩峰

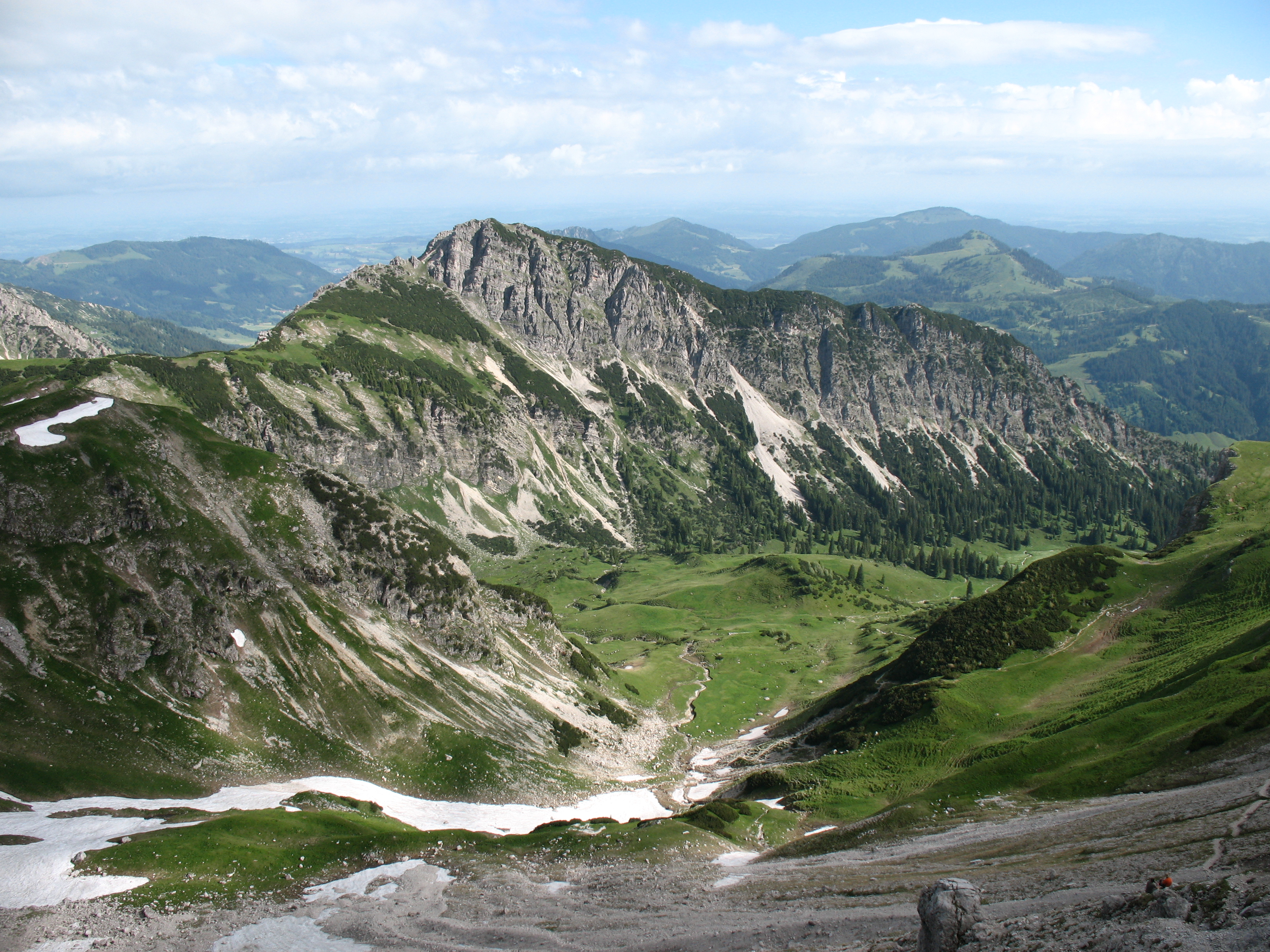

47°29′17″N 10°28′4″E / 47.48806°N 10.46778°E
羅嫩峰（德語：Rohnenspitze），是奧地利的山峰，位於該國西部，由蒂羅爾州負責管轄，屬於阿爾高阿爾卑斯山脈的一部分，距離蓬滕山1.2公里，海拔高度1,990米。